# Gymnogramma psyllodecta
Gymnogramma psyllodecta is een vlinder uit de familie Lacturidae. De wetenschappelijke naam van deze soort is voor het eerst geldig gepubliceerd in 1924 door Meyrick.
De soort komt voor in tropisch Afrika.